# Nikolai Bestujev

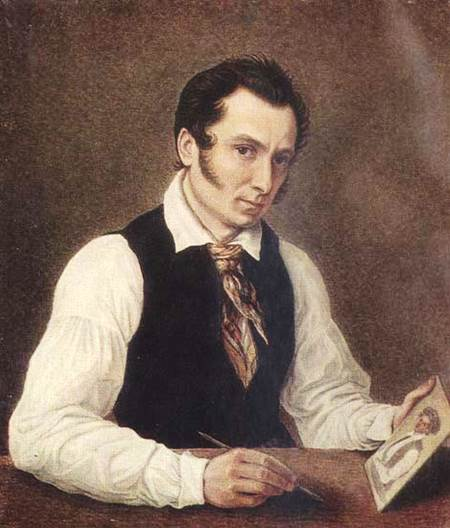
Autorretrato (1838); segurando um retrato do seu irmão, Mikhail (abaixo)

Nikolai Alexandrovich Bestujev (Russo: Николай Александрович Бестужев; (13 de abril de 1791, São Petersburgo - 27 de maio de 1855, Novoselenginsk) foi um oficial da marinha russa, escritor, inventor e retratista; associado com a Revolta Dezembrista.

## Biografia
Ele nasceu de uma família nobre. Seu pai, Alexander Fedoseyevich, era um escritor e membro do conselho. Seus irmãos, Alexander, Mikhail, Pyotr, e Pavel também eram escritores, oficiais militares e dezembristas.
Ele entrou a escola dos Corpo de Cadetes do Mar em 1802 e graduou em 1809. Enquanto esteve lá, ele auditou aulas lecionadas por Andrey Voronikhin na Academia Imperial de Artes.
Em 1810, ele se tornou um tenente na corporação. Em 1815, ele participou em ações navais nos Países Baixos. Ele foi indicado um superintendente assistente para o farol báltico em Kronstadt em 1820.
 Dois anos depois, ele reorganizou o departamento de litografia no almirantado, pelo qual ele foi premiado com a Ordem de São Vladimir,e começou a escrever uma história da frota.

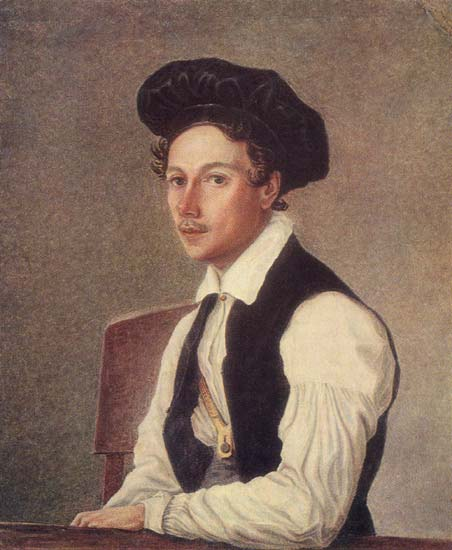
Retrato do seu irmão, Mikhail

Em 1824, ele foi promovido a tenente-chefe e, logo após foi nomeado diretor do museu do almirantado, onde era conhecido como "A Múmia". Durante esse tempo ele também contribuiu para os jornais Estrela Polar (editado pelo seu irmão, Alexander) e Syn otechestva (Filho da Terra do Pai). Ele também serviu no Bureau de Censura  e, em 1825, se tornou um membro da e Sociedade Imperial para o Encoragamento das Artes.
Essas conquistas duraram pouco, no entanto Desde 1824, ele era um e membro da  "Sociedade do Norte", uma organização secreta encabeçada por Kondraty Ryleyev, e escreveu um "Manifesto para o povo russo ". Logo depois  dos tumultos dezembristas na Praça do Senado, durante a qual ele liderou uma unidade  de rebeldes do Equipagem Naval da Guarda, ele tentou se esconder mas foi encontrado e preso. Ele foi levado ao  Fortaleza de São Pedro e São Paulo  e, em 10 de julho de 1826, foi condenado por participar em atividades subversivas  e insubordinação. Ele foi sentenciado a  katorga (trabalho duro) para o resto da vida.

### Vida na Sibéria
O mês seguinte, ele e seu irmão Mikhail foram levados ao forte em Shlisselburg. Em setembro de 1827, eles foram transferidos para a Sibéria  e alocados em  uma prisão especial na confluência dos rios Chita e Ingoda. Em 1830, eles foram deslocados de novo, para a cidade de Petrovsk-Zabaykalski. Em 1832, suas penas foram reduzidas para quinze anos. Logo após, ele entrou num casamento de lei comum e teve duas crianças; uma das quais era Alexey Starsev, uma figura de destaque nos relações comerciais entre Rússia e China. O ano de 1839, ele e seu irmão transferidos para Novoselenginsk, onde escolheu permanecer. morrendo em 1855. 

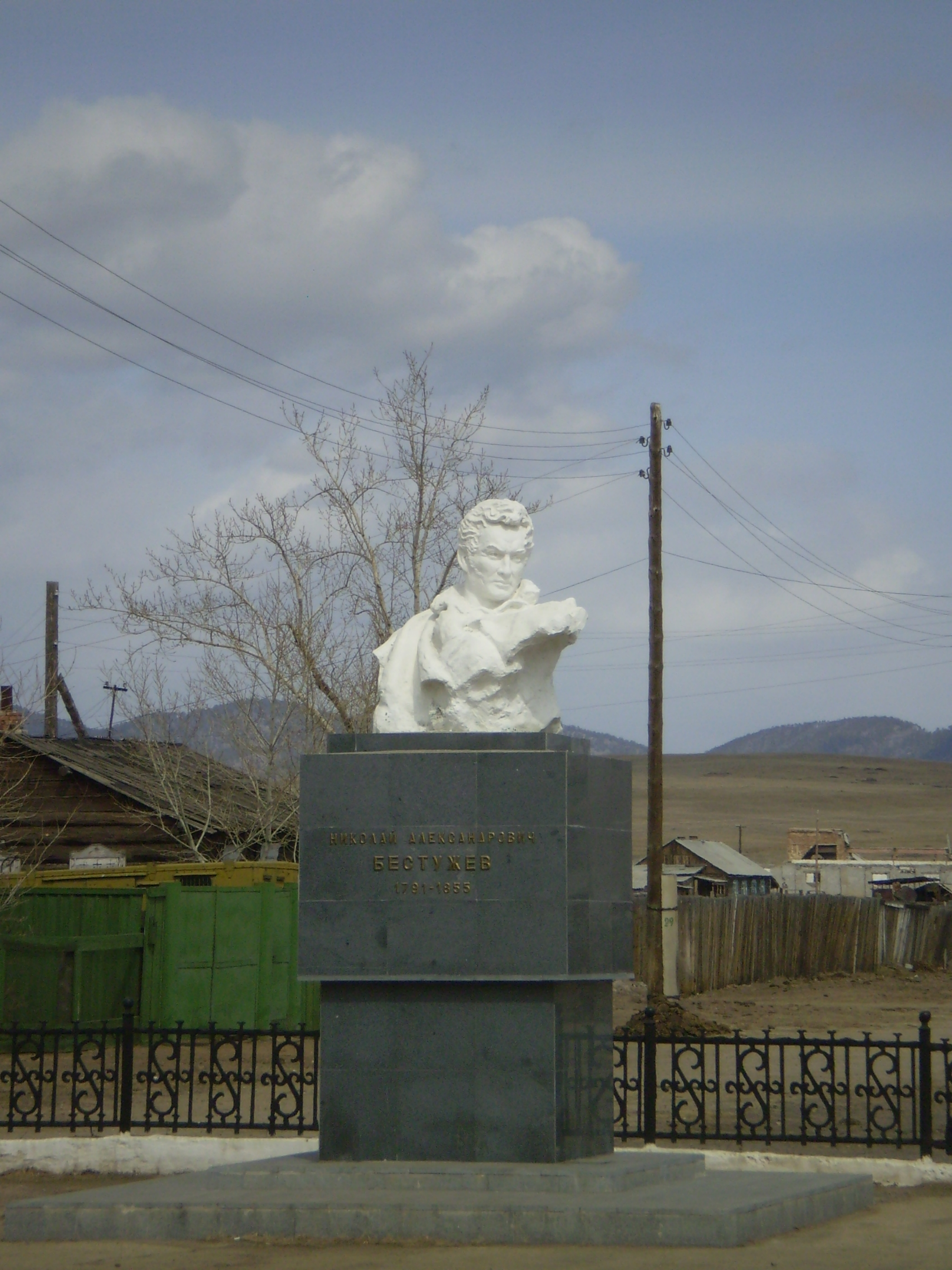
Monumento a Bestujev em Novoselenginsk

Apesar das duras condições, ele pintou vários retratos do seus companheiros dezembristas, os membros da família que os seguiram até lá e de habitantes locais; primeiro em aquarela, depois em óleo. Ao final de sua pena, ele passou 1841 em Irkutsk, fazendo retratos de oficiais de governo.
Ele também estava trabalhando como um sapateiro torneiro mecânico e relojoeiro. Dentro de suas competências, ele desenvolveu um desenho para um cronometro de alta capacidade baseado em um "novo sistema " que ele nunca revelou. Durante Guerra da Crimeia, ele criou um gatilho. Ele também fez observações astronômicas e meteorológicas, criou um sistema de irrigação, criou carneiros, encontrou um novo depósito de carvão e colecionou  contos folclóricos de Buryat.
Em 1973, o roteirista Semyon Metelitsa escreveu um drama sobre Bestujev chamado Гражданин России (Um Cidadão da Rússia). O filme de 1990 Нет чужой земли (Nenhuma Terra Estrangeira) é baseado na sua vida na Sibéria. Foi dirigido por Baras Khalzanov e pelo ator principal Pyotr Yurchenkov atuando como Bestujev.

## Escritos Disponíveis
- Mark Azadovski (ed.), Воспоминания Бестужевых (memórias), "Monumentos Literários" series, USSR Academia de Ciências, 1951, re emitido 2005 (896 pgs.) ISBN 5-02-026370-2
- S. F. Koval (ed.), Сочинения и письма, (escritos e cartas), Museu Memorial do Dezembrismo, Irkutsk, 2003
- Bayr Dugarov (ed.), Гусиное озеро: статьи, очерк (Goose Lake; escritos etnográficos), Editora Buryat , 1991
- Опыт истории Российского флота (História da Marinha Russa), Almirante Makarov Universidade Nacional de Shipbuilding, 1961

## Retratos Selecionados

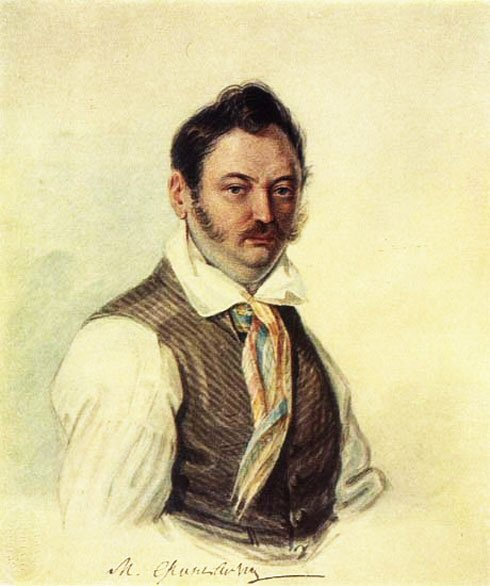
Mikhail Fonvizin
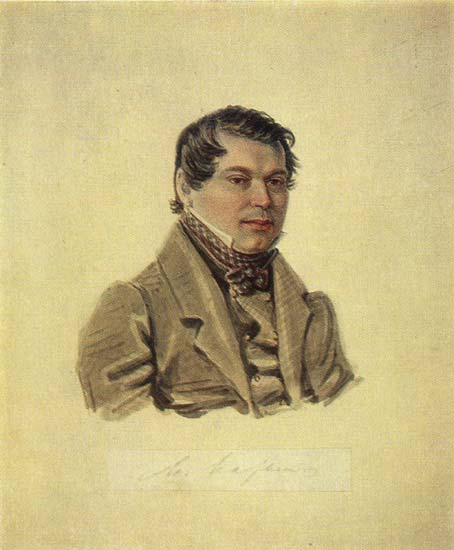
Mikhail Naryshkin
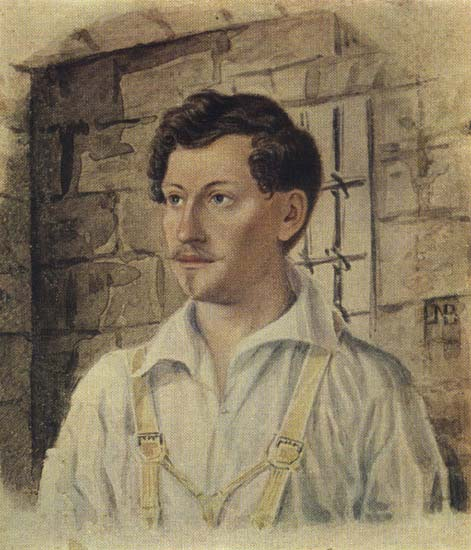
Ivan Annenkov
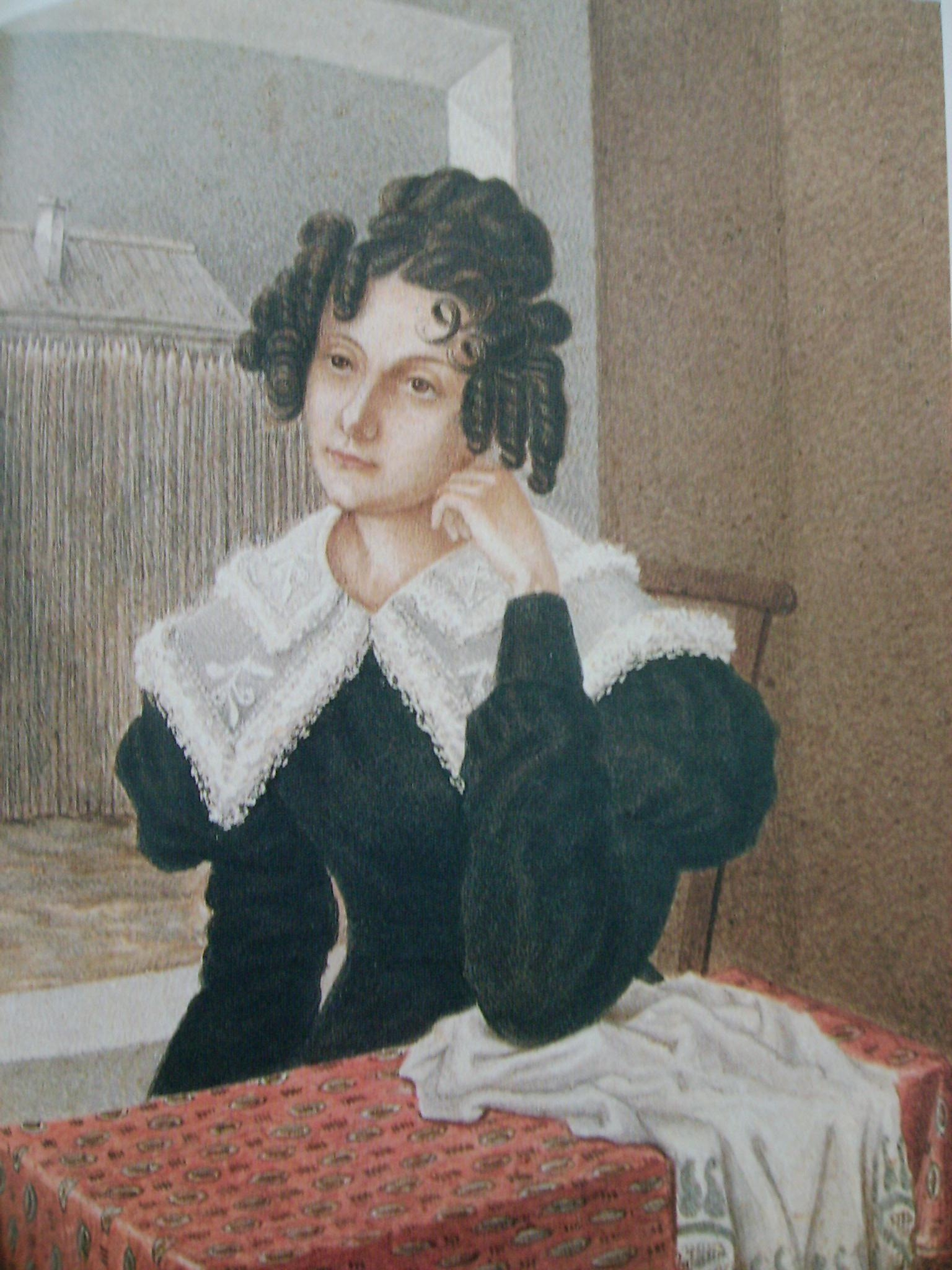
Mariya Volkonskaia
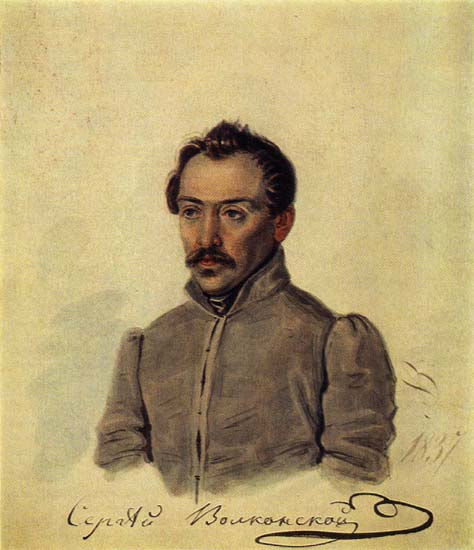
Sergei Volkonski